# Plantentuin (Antwerpen)

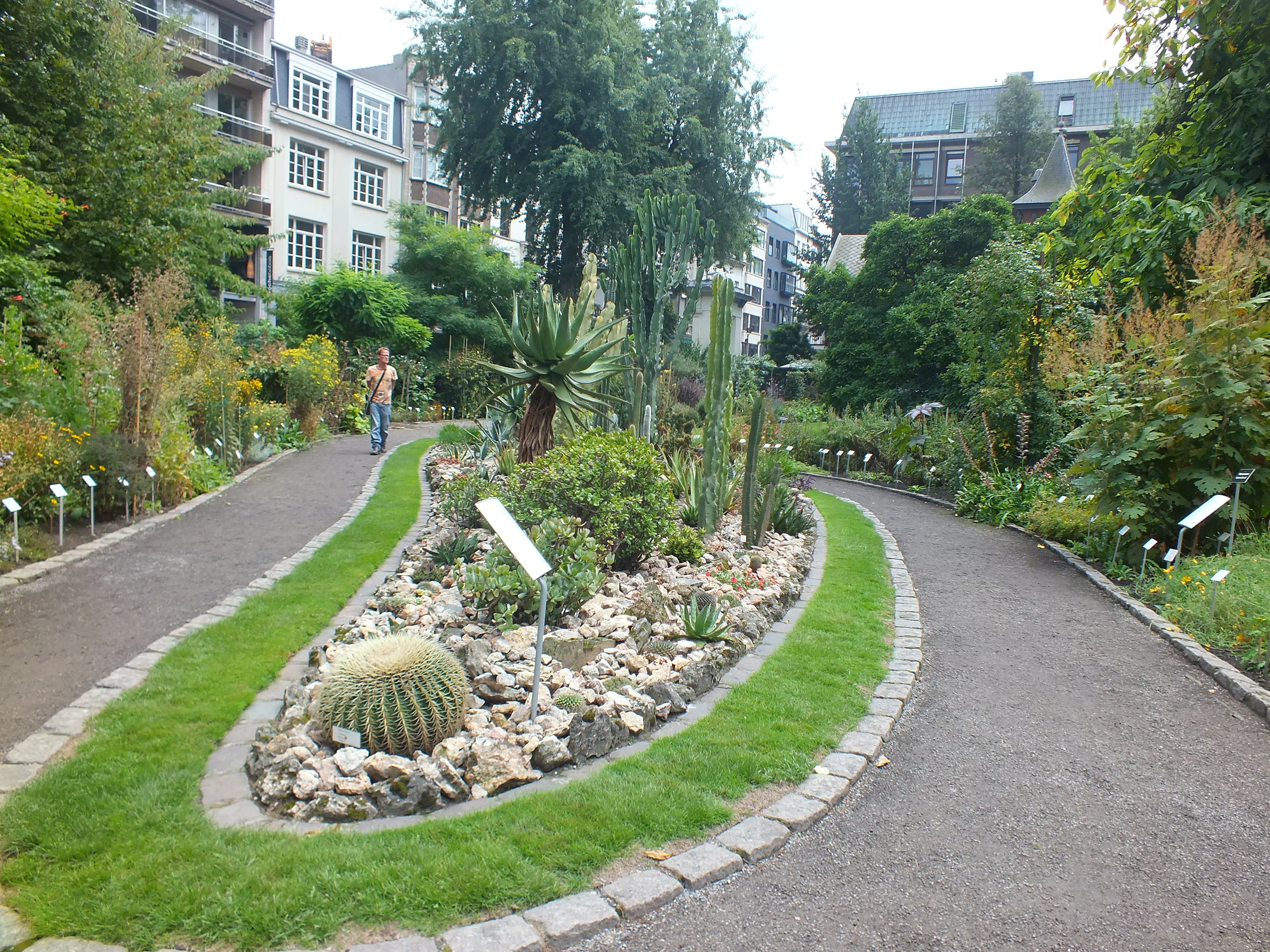
Antwerpse plantentuin

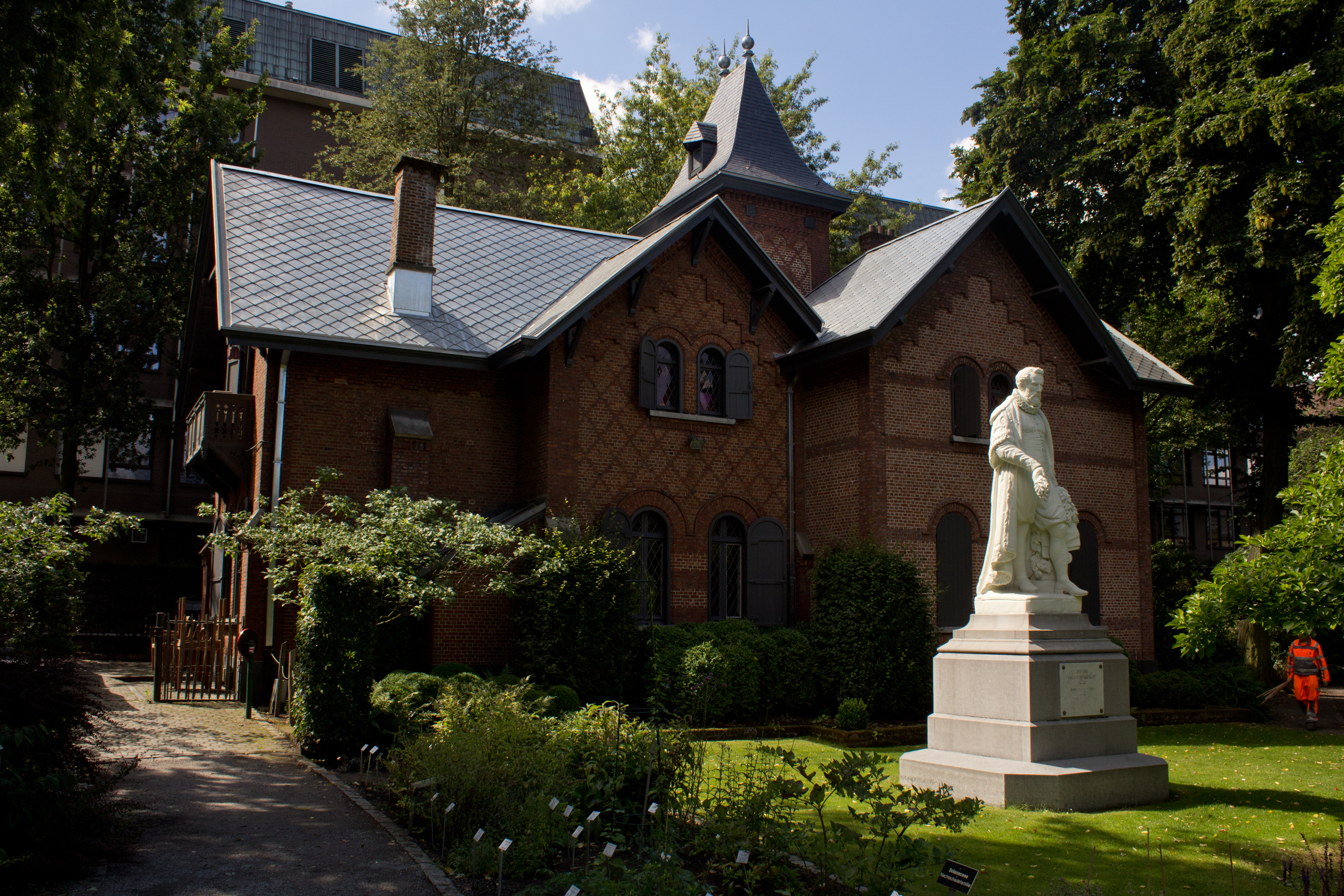
Hovenierswoning en standbeeld van Peeter van Coudenberghe

De Plantentuin van Antwerpen, ook gekend als Den Botaniek (ook soms plaatselijk Den Botanieken Hof genoemd of Kruidtuin) naar de in de 19e eeuw gebruikelijke benaming jardin botanique, is een in 1825 aangelegde hortus botanicus in de Antwerpse binnenstad aan de Leopoldstraat met een oppervlakte van iets minder dan 1 hectare. Voordien was het park in het eind van de 18de eeuw een plantentuin voor de École Centrale en vervolgens de kruidtuin en later ook moestuin van het Sint-Elisabethgasthuis.

## Geschiedenis
De tuin werd in zijn huidige vorm aangelegd door dokter Claude-Louis Sommé en ondersteunde de lessen uitwendige pathologie in de École de médecine, een opleiding in de geneeskunde. De hovenierswoning in het park dateert van 1870, de grote toegangspoort aan de zuidzijde, ontworpen door Pierre Bruno Bourla, van 1826. Bourla ontwierp ook de Orangerie van de tuin die evenwel niet meer binnen de huidige oppervlakte van de tuin gelegen is.
De Orangerie bevat borstbeelden van Linnaeus en De Jussieu en de namen van De L'Escluse, De L'Obel, Van Sterbeeck, Dodoens en Dumortier op de gevel. In 1869 werd een standbeeld geplaatst van de 16e-eeuwse Antwerpse apotheker Peeter van Coudenberghe, die met zijn kruidtuin een voorloper was van deze latere plantentuin; dit beeld was ontworpen door de beeldhouwer Pierre-Joseph De Cuyper (1808-1883).
In 1878 reorganiseerde botanicus Henri Van Heurck de tuin. Er werd een natuurhistorisch museum in opgericht, dat nadien verhuisde naar de Antwerpse Zoo. Architect Dieltiens ontwierp in 1884 een nieuwe Orangerie met les- en tentoonstellingslokalen.
Vanaf 1926 wordt de tuin beheerd door het stadsbestuur van Antwerpen.

## Planten en vijver

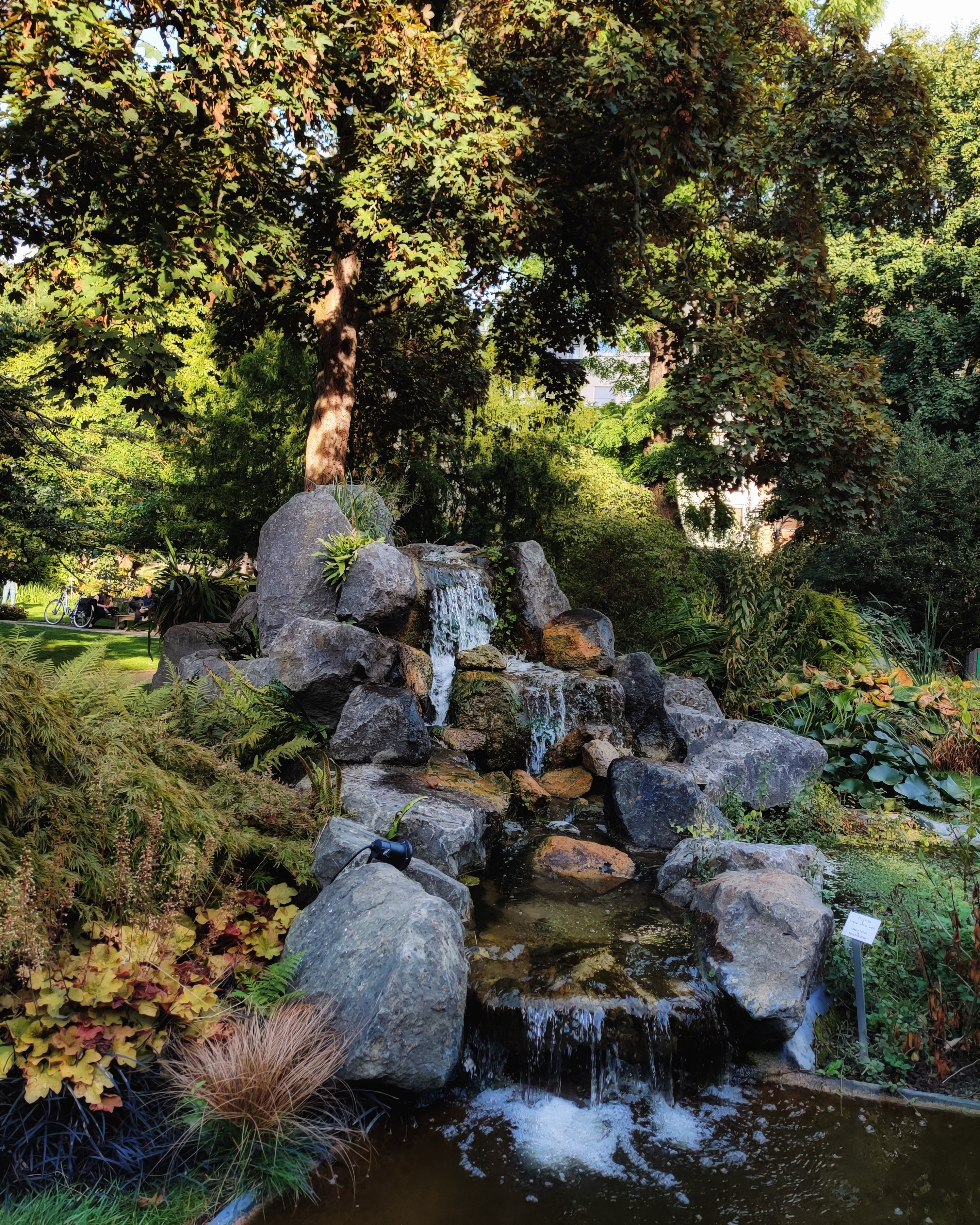
Kleine waterval aan de vijver van de Plantentuin

De tuin heeft een collectie van 2000 planten, met in de serre een aantal cactussen en andere uitheemse planten. De tuin is dagelijks geopend, de serre blijft op zondag gesloten. De toegang is gratis.
De tuin heeft planten als Magnolia tripetala, Poncirus trifoliata, Japanse notenboom (Ginkgo biloba) en  Cercidiphillum japonicum.
De vijver huisvest Gunnera en bamboe. Een legende wil dat deze vijver ooit gebruikt werd als bloedzuigersputje, kweekplaats voor bloedzuigers; echter, de bloedzuigers in het Sint-Elisabethgasthuis gebruikt, werden altijd uit Frankrijk ingevoerd.
Sinds 1996 beschikt de tuin ook over een varenhoek met de inheemse varensoorten eikvaren, mannetjesvaren, koningsvaren, tongvaren, brede stekelvaren, steenbreekvaren, dubbelloof en adelaarsvaren.

## Bescherming
De kruidtuin is sinds januari 1950 een beschermd cultuurhistorisch landschap en sinds 2009 een beschermd bouwkundig erfgoed.